# 군포시 (1996년 선거구)
군포시는 대한민국의 옛 국회의원 선거구이다. 당시 경기도 군포시 지역을 관할했다.

## 역사
대한민국 제15대 국회의원 선거를 앞두고 시흥시·군포시 선거구에서 분리되면서 신설되었다. 
대한민국 제20대 국회의원 선거를 앞두고 군포시의 인구가 상한선을 초과함에 따라 군포시 갑, 군포시 을 선거구로 분구되면서 폐지되었다.

## 역대 국회의원
| 선거   | 정당 | 정당           | 의원   |
| ------ | ---- | -------------- | ------ |
| 1996년 |      | 새정치국민회의 | 유선호 |
| 2000년 |      | 한나라당       | 김부겸 |
| 2004년 |      | 열린우리당     | 김부겸 |
| 2008년 |      | 통합민주당     | 김부겸 |
| 2012년 |      | 민주통합당     | 이학영 |

## 역대 선거 결과

### 대한민국 제15대 국회의원 선거
|  | 31.89% |

|  | 30.14% |

|  | 21.24% |

|  | 13.02% |

|  | 3.27% |

|  | 0.41% |

### 대한민국 제16대 국회의원 선거
|  | 45.54% |

|  | 45.29% |

|  | 7.20% |

|  | 1.95% |

### 대한민국 제17대 국회의원 선거
|  | 49.56% |

|  | 35.99% |

|  | 8.39% |

|  | 6.04% |

### 대한민국 제18대 국회의원 선거
|  | 50.82% |

|  | 47.09% |

|  | 2.07% |

### 대한민국 제19대 국회의원 선거
|  | 51.32% |

|  | 48.67% |